# ウェイユン
ウェイユン (Weyoun) はアメリカのSFテレビドラマ『スタートレック:ディープ・スペース・ナイン』に登場する人物。ボルタ人。演じたのは、ジェフリー・コムズ。日本語版の吹き替えは、納谷六朗（第4～5シーズン）と、内田直哉（第6～7シーズン）。

## 概要
創設者に仕え、アルファ宇宙域におけるドミニオンの政戦両略を掌握する。
ほかのボルタと同じく、クローン技術により前の記憶を引き継いだまま生まれ変わることが可能。劇中では、はじめに4代目が登場し、8代目まで登場した。

## 経歴
物語のうえで初めて宇宙艦隊と接触したのは2373年で、ジェムハダー部隊を率いる一指揮官だった。別の反乱したジェムハダー部隊を鎮圧するため、シスコら艦隊士官と共同作戦をとるが、自分たちを欺いたとして部下のジェムハダーに殺される（4代目）。
翌2374年、ウェイユンはシスコの前に再び姿を現す（5代目）。このとき、カーデシアはガル・デュカットによってドミニオンの一員となっており、ウェイユンはアルファ宇宙域におけるドミニオンの代表として、デュカットとともにディープ・スペース・ナイン返還などの交渉に臨む。
その後、デュカットとともにドミニオン・カーデシア連合軍を率いて、ディープ・スペース・ナインを制圧、ベイジョーを支配下に置く。かつての占領時代と同じくベイジョーを奴隷的に扱おうとするデュカットらを抑え、比較的公正な施策を講じて、キラ・ネリスらの反抗意識を薄れさせる。
惑星連邦によってディープ・スペース・ナインが奪還されそうになると、カーデシアの代表であるデュカットを置き去りにしてカーデシア・プライムへと逃げ帰る。その後、デュカットの右腕であったガル・ダマールを新たなリーダーに立てて、カーデシアを根拠地としたアルファ宇宙域侵攻作戦を継続しようとする。
しかし、ウェイユンはダマールを操り人形のようにしか見ておらず、軽視し続ける。結果、ダマールは不満を募らせることとなり、のちの反乱へと繋がる。5代目のウェイユンは、ダマールにより転送事故に見せかけて殺されたとも思わせる表現がある。
5代目が死亡したあと、すぐに6代目のクローンがつくられるが、これは創設者が進める戦争に疑念を抱き、もう一人の創設者であるオドーの下に亡命した。7代目のウェイユンとダマールが二人を追い詰め、6代目はオドーを助けるために自殺した。このとき、6代目はオドーに対して祝福を求め、与えられて幸福のうちに死んだ。
7代目のウェイユンは、ドミニオン・ブリーン連合軍によって惑星連邦・クリンゴン・ロミュランの同盟軍と戦ったが、ブリーンの新兵器によって一度同盟軍を撃退した以外は、大きな成果を上げていない。のちに、捕虜となったウォーフを怒らせ、彼に首を捻られて死ぬ。そばに居合わせたダマールは、その死を笑う。
8代目のウェイユンは、これまでのウェイユン同様に、ダマールとカーデシアを見下し、一方でブリーンをカーデシア以上の待遇で扱うことを続ける。結局ダマールは造反し、ウェイユンは外敵からの防衛と内乱の鎮圧の双方に対処しなければならなくなった。創設者はこのウェイユンを処刑しようとするが、クローン施設が攻撃を受けたため、最後のウェイユンとなる。
ドミニオン戦争最後の日、ウェイユンは女性創設者と2名のジェムハダーとともに一室にこもるが、ダマールの反乱軍に進入された。ダマールの死を知ったウェイユンは「犬死にだ」と言ってガラックを怒らせ、射殺される。

## 性格
創設者に対するときは畏怖している様子を隠さないが、ほかの種族に対しては全く別。
傲慢であり、陰湿。
怒気を露わにすることは希で、穏和な口調の中に脅しを含ませて相手を従わせることが多い。ただし、交渉や戦局を有利に運ぶためなら、譲歩したり相手を誉めたりすることもある。
創造遺伝学の知識を持ち、地球人の研究者から理論を聞く一面もある。

## 歴代ウェイユンの死因
4代目オメティクランに射殺。（2373年）
5代目転送装置での事故死（ただし、ダマールによる謀殺ともとれる表現あり）。（2375年初頭?）
6代目インプラントによる自殺。（2375年）
7代目ウォーフに首を捻られる。（2375年）
8代目ガラックに射殺。（2375年）

## 余談
ウェイユンを演じるジェフリー・コムズは、同作品においてフェレンギ人の官僚・ブラントなども演じている。